# GAZ-53
El camión GAZ-53 era un camión compacto producido por la firma GAZ, e introducido primero como el GAZ-53F en 1961. Estaba propulsada por un motor de vieja data, con una fuerza de tracción de apenas 75 caballos (56 kW), de 6 cilindros, derivado del usado en el camión GAZ-51.

## Historia

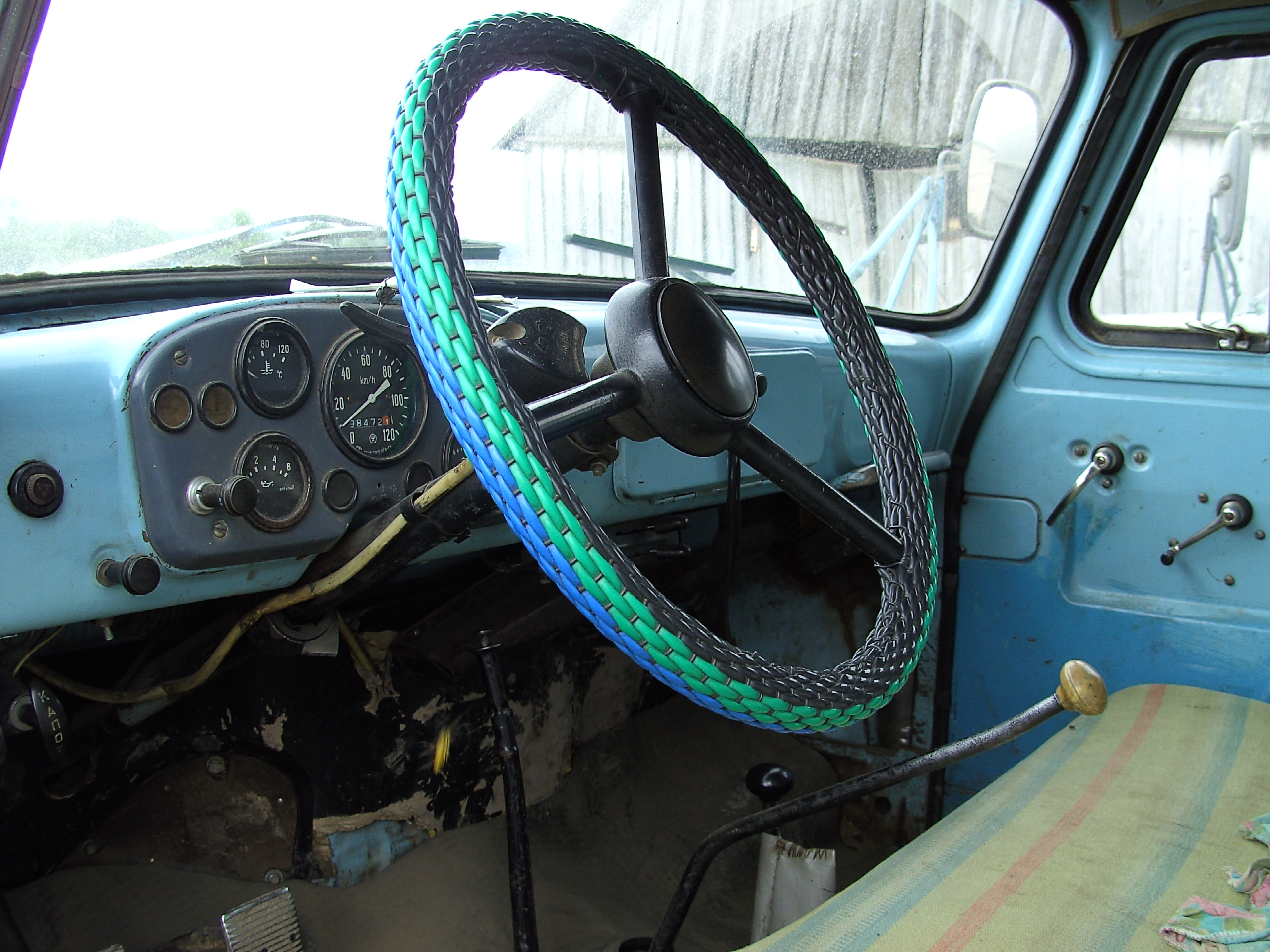
Volante e interior de un GAZ-53.

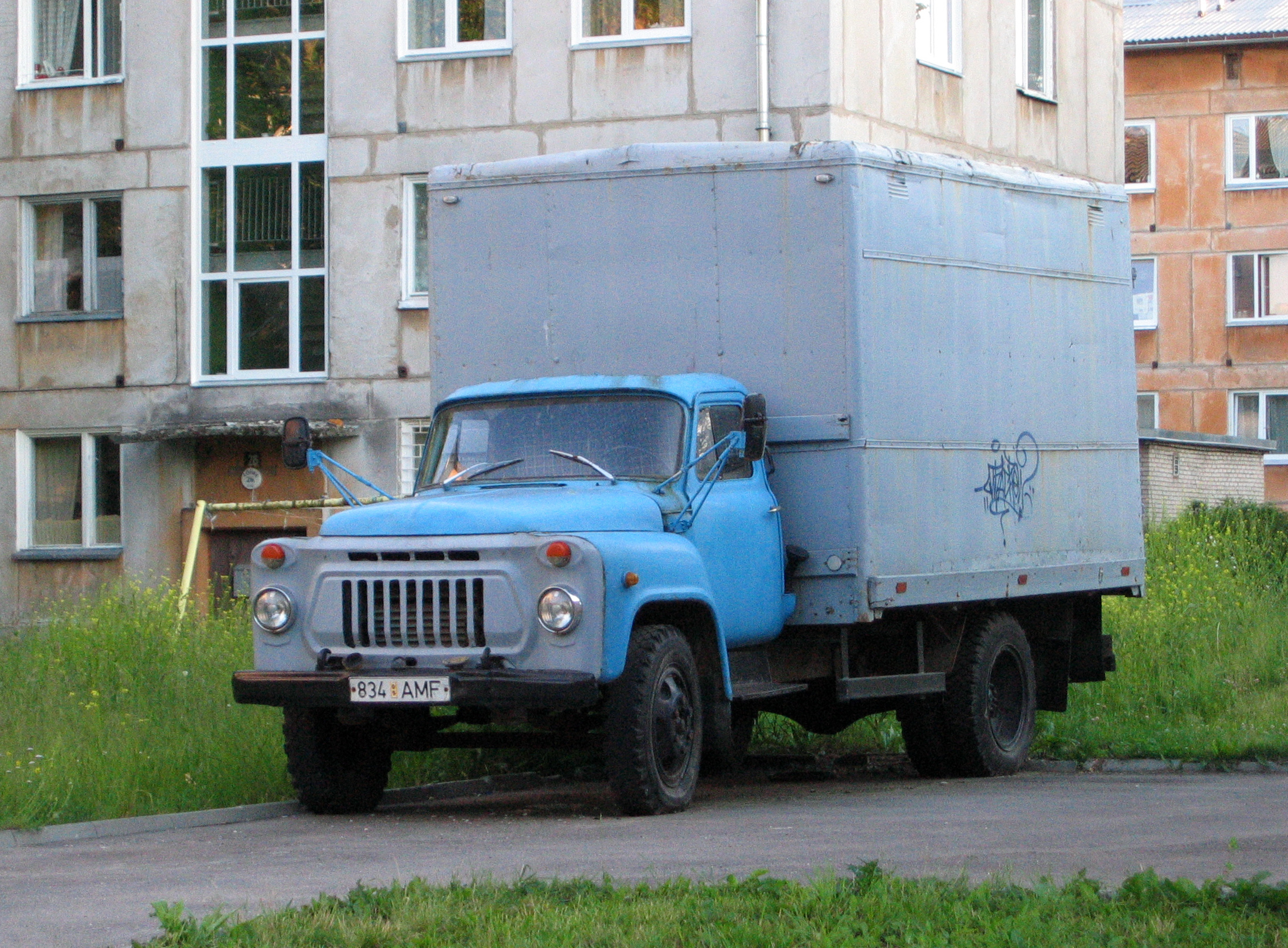
Parrilla del modelo 1984, usada también en coches posteriormente fabricados.

Se inició su producción en 1962, junto al modelo anterior, el virtualmente similar GAZ-52; con una capacidad de carga de hasta 2,5 toneladas, el cual se continuó fabricando hasta bien entrado el año 1993.
En 1964 aparece la versión principal, de donde derivan las demás variantes (las cuales no tenían dentro de su designación una letra de sufijo), manufacturados hasta 1993. Continuada la gran producción de los modelos basados en los chasis de la familia GAZ-52/53, su comercialización en la Europa comunista fue cuantiosa. Estos últimos ya disponían de un nuevo diseño de bloque, que se mantuvo hasta finalizada su fabricación, oficialmente cesada en 1997.

### En Bulgaria
El camión GAZ-53 fue fabricado bajo licencia en la planta KTA Madara, en la ciudad de Shumen, en Bulgaria; a inicios del año 1967 (específicamente la variante GAZ-53A). Al modelo allí producido se le designó como Madara serie 400 (en donde el prefijo "4" representaba su capacidad de carga de hasta 4 toneladas). Esta variante se equipó con un motor diésel de fabricación bajo licencia, de cuatro cilindros y un cubicaje de 3.9 litros, originalmente diseñado por la Perkins, o con motores turbodiésel. Estos motores tenían una potencia de 59 kilovatios (79 HP) a 74 kilovatios (99 HP).

## Características
El GAZ-53 fue un modelo construido para cargas ligeras y medianas (entre 1000 kilogramos (2205 lb) y 3500 kilogramos (7716 lb)). Fue dotado con una capacidad de carga máxima de 3.5 toneladas, de tracción 4x2. El motor, un ZMZ-53 (V8); tuvo un bloque hecho de una aleación de acero ligero, con una cilindrada de 4254 cc, que producía unos 120 caballos (89 kW)@ 3200, dándole una velocidad tope de 90 kilómetros (56 mi)/h. La capacidad de carga se incrementó hasta las 4 toneladas en las producciones posteriores, designadas como GAZ-53A. Todas las variantes usban una caja de cambios de 4 marchas, sincronizada en la 3.ª y la 4.ª velocidad.
En algunos casos éste camión se suele confundir con el modelo ZIL-130, muy similar pero con una capacidad de carga mayor (de 5 a 6 toneladas), y que usualmente también era pintado en los colores azul claro con parrilla blanca. Para diferenciarlos se pueden distinguir por la acomodación de las barra en sus frontales. La parrilla de los camiones GAZ está acomodada de forma vertical en sus frajas y los faros direccionales se suelen ver montados sobre las farolas principales. La disposición en los camiones del modelo de la ZIL disponía las direccionales debajo de las farolas y las barras de la parrilla frontal se sitúan de forma horizontal.